# Sonthonnax-la-Montagne
Sonthonnax-la-Montagne ist eine französische Gemeinde mit 287 Einwohnern (Stand 1. Januar 2022) im Département Ain in der Region Auvergne-Rhône-Alpes. Sie gehört zum Kanton Pont-d’Ain im Arrondissement Nantua.

## Geographie
Sonthonnax-la-Montagne liegt auf 675 m, etwa zehn Kilometer westsüdwestlich der Stadt Oyonnax und 23 Kilometer östlich der Präfektur Bourg-en-Bresse (Luftlinie). Das Bauerndorf erstreckt sich im nördlichen Bugey, auf einer Hochfläche im Jura, nördlich des Mont Griset, zwischen dem schluchtartig eingeschnittenen Tal des Ain im Westen und dem Talbecken von Izernore im Osten.
Die Fläche des 14,14 km² großen Gemeindegebiets umfasst einen Abschnitt des südlichen französischen Juras. Der Hauptteil des Gebietes wird von der gewellten Hochfläche auf der Antiklinale der Montagne de Berthiand eingenommen. Hier wechseln sich teils sumpfige Mulden mit Kuppen und langgezogenen Kämmen ab. Der höchste Punkt wird mit 786 m auf dem Hügel oberhalb Chougeat erreicht; weitere wichtige Erhebungen sind der Mont Griset (709 m) und der Mont Fauvin (696 m). Im Westen verläuft die Grenze meist oberhalb dem Steilabfall zum tief eingeschnittenen Tal des Ain.
Zu Sonthonnax-la-Montagne gehören neben dem eigentlichen Ort auch verschiedene Weiler und Hofgruppen, darunter:
- Heyriat (630 m) in einer Mulde südlich des Mont Griset
- Napt (655 m) am Mont Fauvin
- Revers
- Vernon
- Le Pin

Heyriat und die beiden ehemaligen Bauernhöfe Revers und Vernon gehörten bereits zu Sonthonnax, der Bauernhof Le Pin war damals dem Weiler Napt angegliedert.
Nachbargemeinden von Sonthonnax-la-Montagne sind Matafelon-Granges im Westen und Norden, Izernore und Nurieux-Volognat im Osten sowie Leyssard und Bolozon im Süden.

## Geschichte
Erstmals urkundlich erwähnt wird Sonthonnax-la-Montagne um 1250 unter dem Namen Centonas. Im Lauf der Zeit wandelte sich die Schreibweise über Sontona (1299), Sant Donas (1325), Sonthona (1337) und Sanctus Donatus Montis (1587) zum heutigen Namen. Der Ortsname geht auf den Heiligen Donatus zurück. Das Gebiet um Sonthonnax gehörte den Herren von Thoire-Villars und kam 1402 unter die Oberhoheit der Grafen von Savoyen. Mit dem Vertrag von Lyon gelangte Sonthonnax-la-Montagne im Jahre 1601 an Frankreich. Am 1. Januar 1974 wurde das vorher selbständige Napt nach Sonthonnax-la-Montagne eingemeindet.

### Bevölkerungsentwicklung
| Jahr                       | 1962 | 1968 | 1975 | 1982 | 1990 | 1999 | 2006 | 2014 | 2021 |
| Einwohner                  | 195  | 166  | 153  | 194  | 242  | 302  | 315  | 322  | 292  |
| Quellen: Cassini und INSEE |      |      |      |      |      |      |      |      |      |

Mit 287 Einwohnern (Stand 1. Januar 2022) gehört Sonthonnax-la-Montagne zu den kleinen Gemeinden des Départements Ain. Nachdem die Einwohnerzahl in der ersten Hälfte des 20. Jahrhunderts abgenommen hatte (1896 wurden noch 360 Personen gezählt), wurde seit Beginn der 1980er Jahre wieder eine leichte Bevölkerungszunahme verzeichnet.

## Wirtschaft und Infrastruktur
Sonthonnax-la-Montagne war bis weit ins 20. Jahrhundert hinein ein vorwiegend durch die Landwirtschaft, insbesondere Milchwirtschaft und Viehzucht, sowie die Forstwirtschaft geprägtes Dorf. Daneben gibt es heute einige Betriebe des lokalen Kleingewerbes. Mittlerweile hat sich das Dorf auch zu einer Wohngemeinde gewandelt. Viele Erwerbstätige sind Wegpendler, die in den größeren Ortschaften der Umgebung ihrer Arbeit nachgehen.
Die Ortschaft liegt abseits der größeren Durchgangsstraßen. Die Hauptzufahrt erfolgt von Izernore. Weitere Straßenverbindungen bestehen mit Mornay (Gemeinde Nurieux-Volognat) und Bolozon. Der nächste Anschluss an die Autobahn A404 (Saint-Martin-du-Frêne – Oyonnax) befindet sich in einer Entfernung von rund zehn Kilometern.
In Sonthonnax-la-Montagne befindet sich eine staatliche Grundschule (école élémentaire).

## Sehenswürdigkeiten
Die Kirche Saint-Laurent in Sonthonnax-la-Montagne wurde in gotischen Stilformen errichtet, besitzt aber einen modernen Glockenturm. In Napt steht die ebenfalls gotische Kirche Saint-Martin aus dem 14. Jahrhundert. Westlich des Dorfes befindet sich die Chapelle des Chasseurs aus dem 19. Jahrhundert an einem Aussichtspunkt.

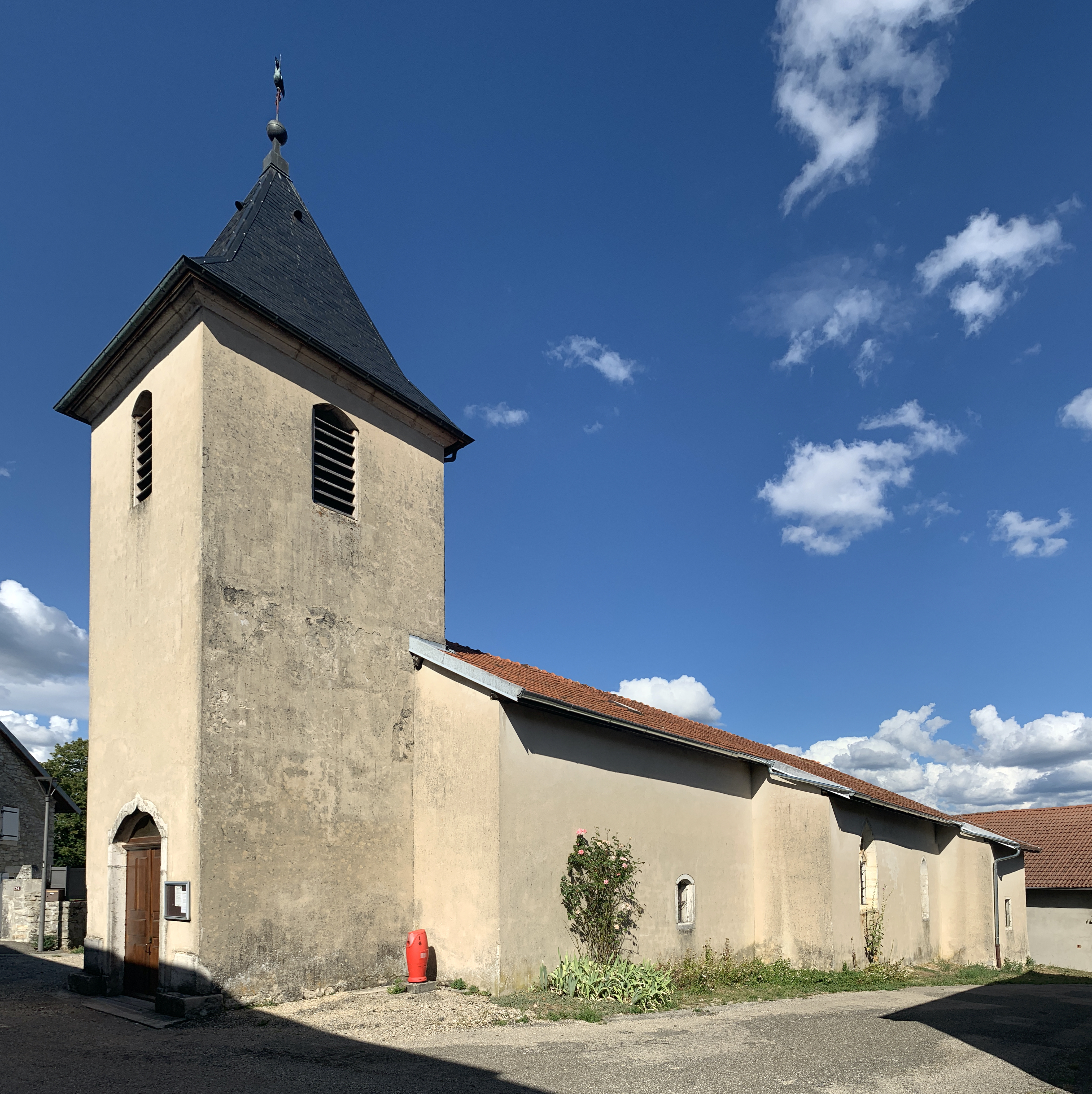
Kirche Saint-Laurent
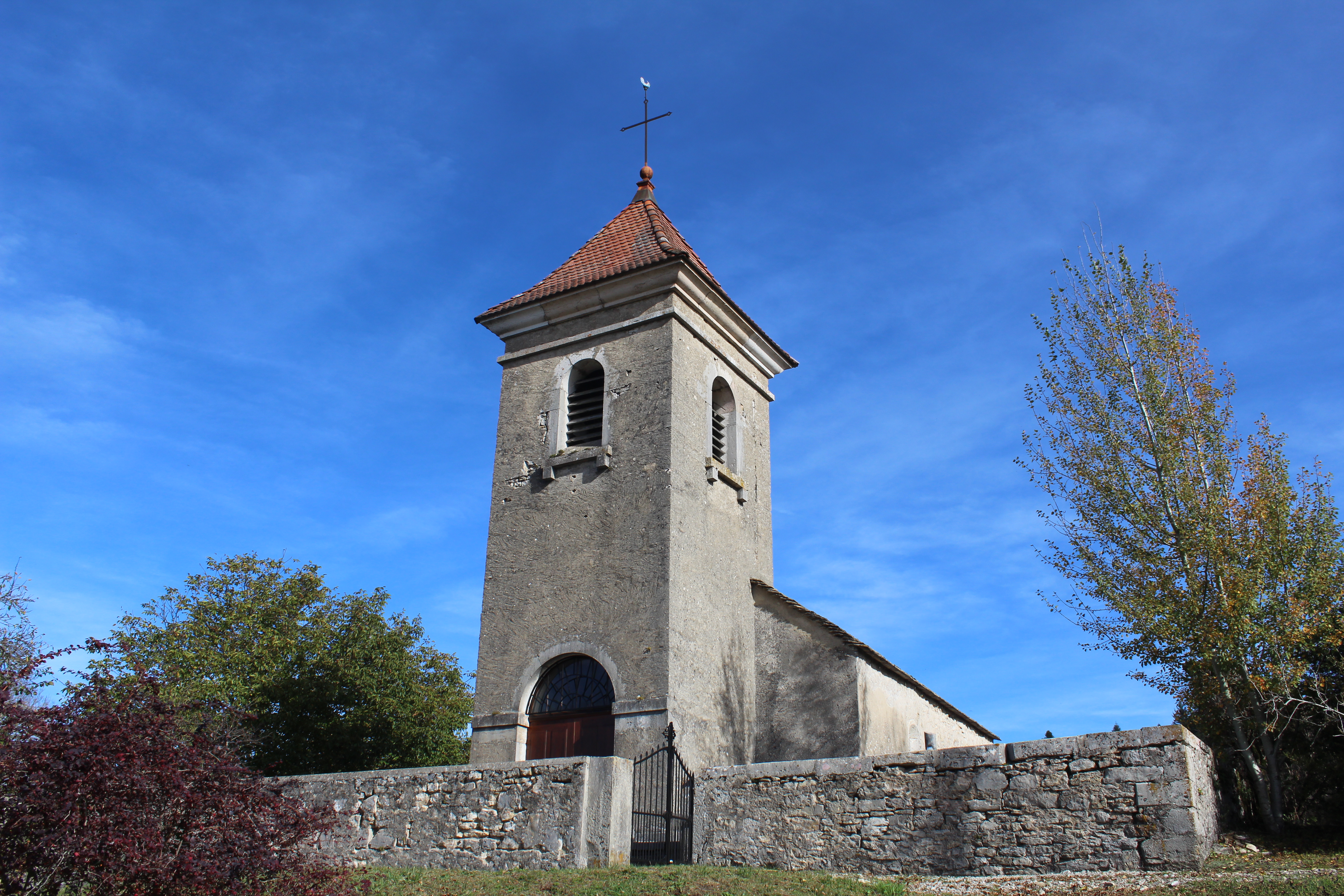
Kirche Saint-Martin
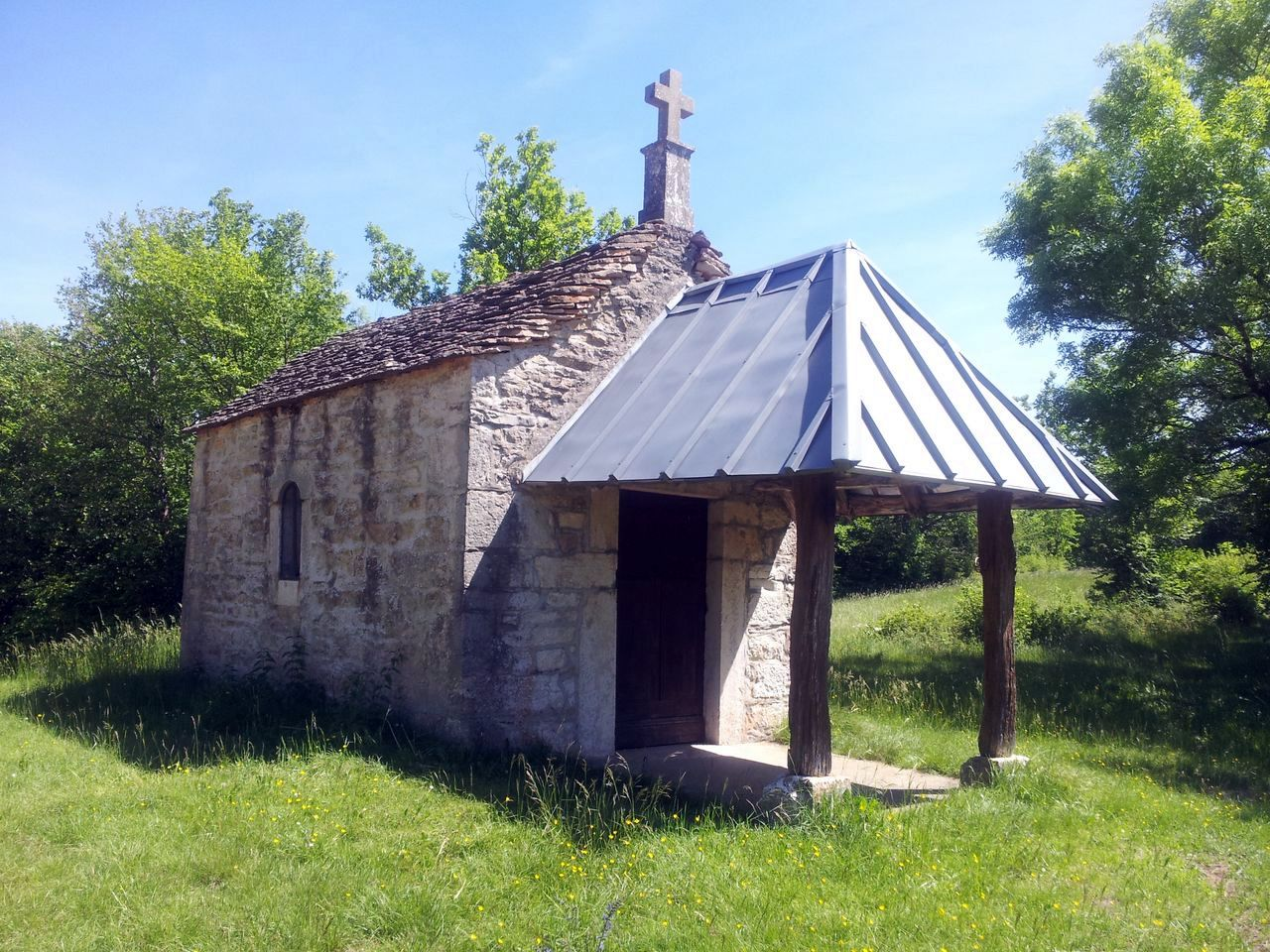
Kapelle des Chasseurs
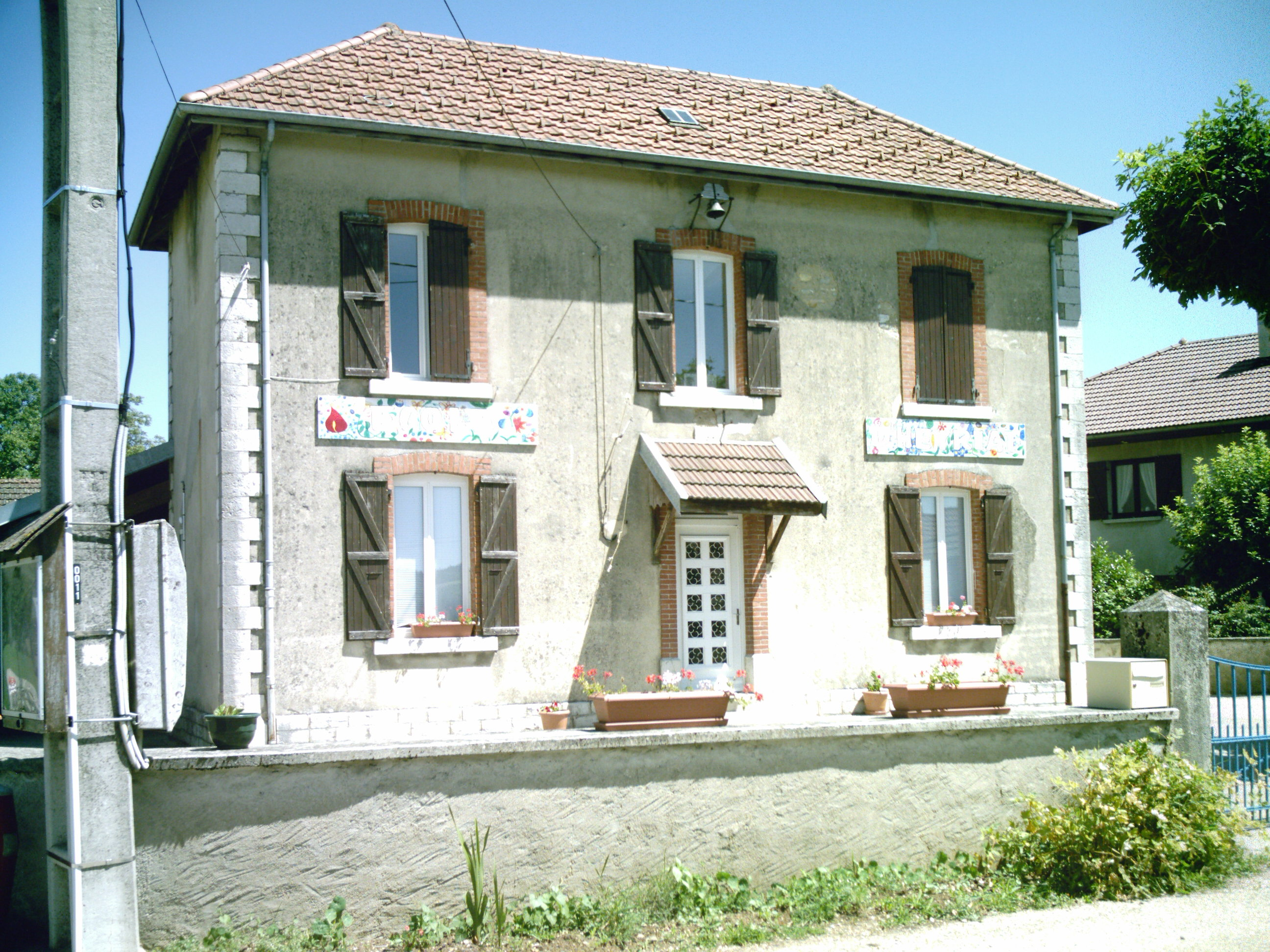
Schule im Ortsteil Heyriat
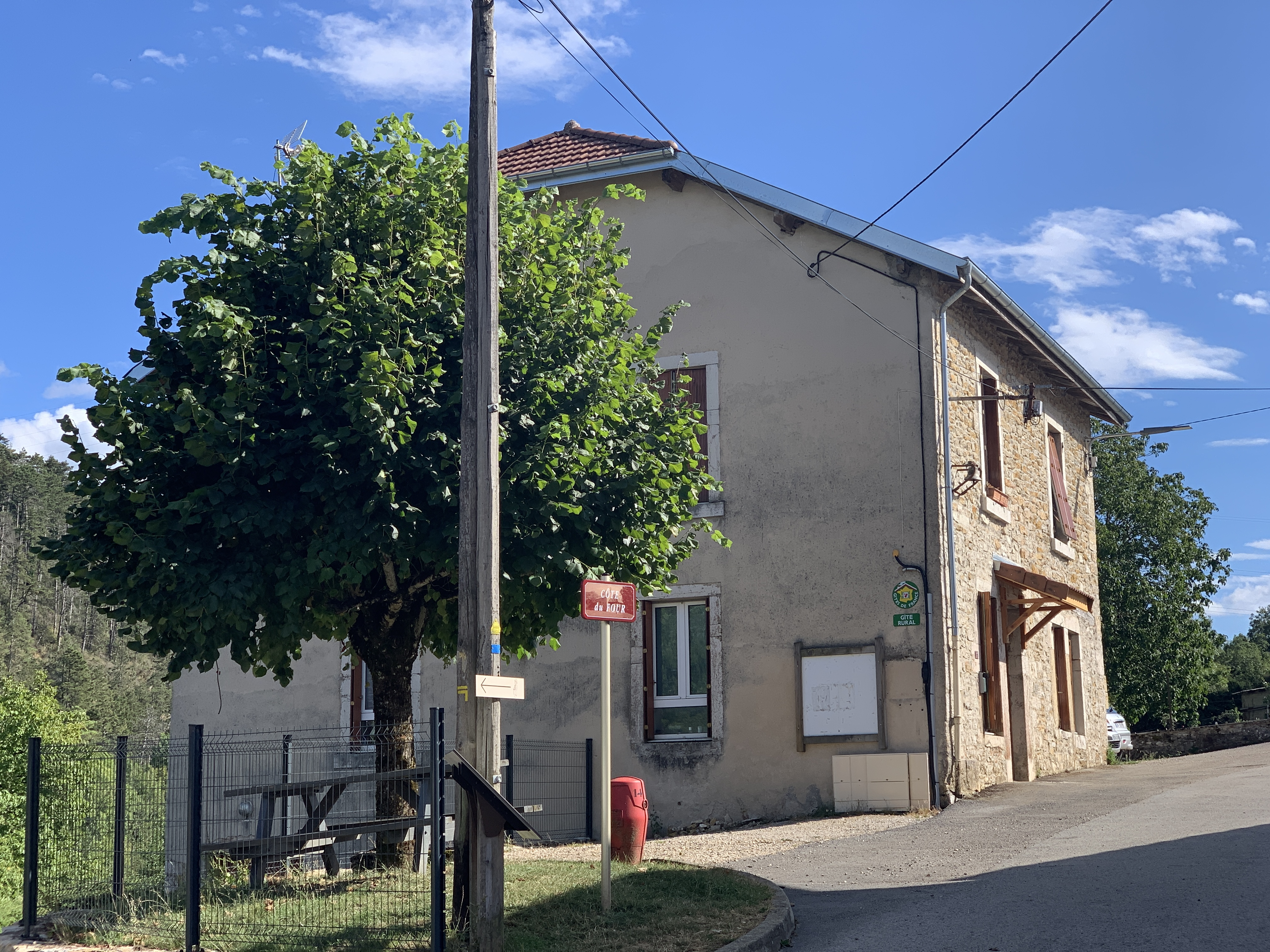
Ehemalige Mairie von Napt
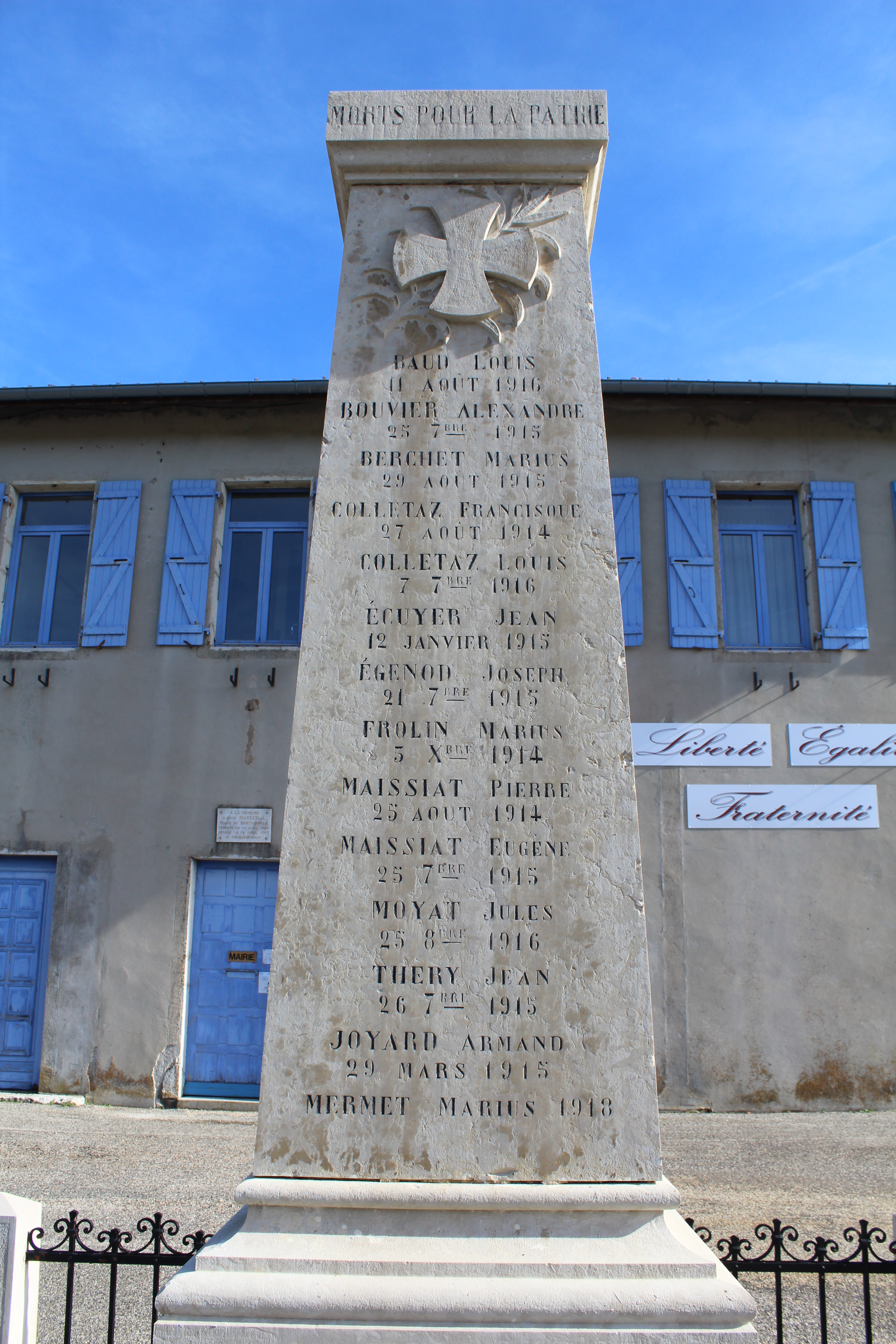
Gefallenendenkmal